# Patricio Pron

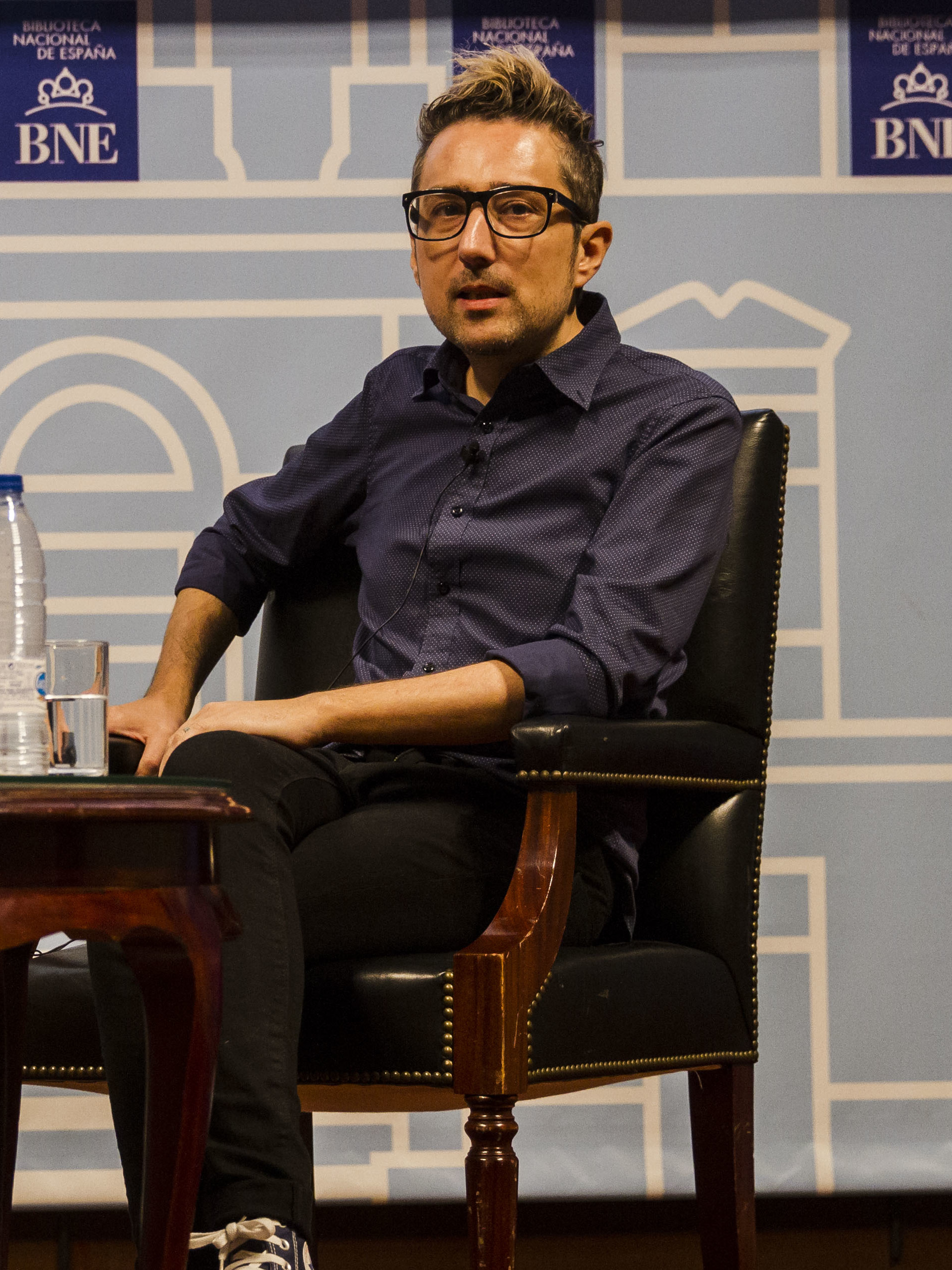
Patricio Pron (2017)

Patricio Pron (geboren am 9. Dezember 1975 in Rosario) ist ein argentinischer Schriftsteller, Romanist, literarischer Übersetzer und Literaturkritiker.

## Leben
Patricio Pron studierte Kommunikationswissenschaften an der Universidad Nacional de Rosario und arbeitete von 2002 bis 2007 als Wissenschaftlicher Mitarbeiter an der Universität Göttingen. Er schrieb in dieser Zeit seine Doktorarbeit über den Pariser Comicautor Copi, mit der er 2007 beim Romanisten Manfred Engelbert an der Georg-August-Universität Göttingen zum Dr. phil. promoviert wurde.
Seit 2008 lebt und arbeitet er in Madrid als freiberuflicher Schriftsteller und Journalist. Er schreibt unter anderem Literaturkritiken für die überregionale spanische Zeitung El País und für La Capital in Rosario. Pron übersetzt zudem literarische Texte aus dem Deutschen, Englischen, Französischen und Italienischen und ist gelegentlich auch als literaturwissenschaftlicher Herausgeber tätig.
Pron schreibt Erzählungen und Romane. Sein erster Roman El espíritu de mis padres sigue subiendo en la lluvia (dt.: Der Geist meiner Väter steigt im Regen auf) erschien in verschiedenen Sprachen und auch in einer deutschen Übersetzung von Christian Hansen. In ihm setzt Pron sich mit der argentinischen Militärdiktatur auseinander. Gewählt hat Pron dabei eine offene Form aus Dokumenten, Erinnerungen, Träumen.
Sein 2016 erschienener Roman No derrames tus lágrimas por nadie que viva en estas calles, als Vergieß deine Tränen für keinen, der in diesen Straßen lebt seit 2019 in deutscher Übersetzung vorliegend, schildert die Nachforschungen des Enkels eines verschollenen italienischen Partisanen und findet dabei ein „Puzzle aus Kunst, Politik und Gewalt“.
Mit dem im spanischen Original 2019 erschienenen Großstadtroman Morgen haben wir andere Namen (Rowohlt 2021) ging Pron neue Wege: „ein konzentrierter, leichtfüßiger, enorm gegenwärtiger, humorvoller Gesellschaftsroman“. Inhaltlich geht es um Liebe und Trennung von spanischen Mittelschichtspaaren in Zeiten der Dating-Apps, reflektierend erzählt aus der Sicht eines altmodisch romantischen Mannes. Der Rezensent des Deutschlandfunks lobt unter anderem die „kraftvolle, dichte Sprache“, die in der gelungenen Übersetzung von Dagmar Ploetz erhalten geblieben sei. Für diesen Roman wurde der Autor 2019 mit dem renommierten Premio Alfaguara de Novela ausgezeichnet und war im Folgejahr Finalist für den Nationalpreis der spanischen Literaturkritikervereinigung.

## Auszeichnungen
- 1998: „segundo Premio del concurso de novela policial“ (zweiter Preis beim Kriminalroman-Wettbewerb) des Editorial de la Universidad Nacional de Rosario[5]
- 2004: Premio Juan Rulfo für die Erzählung Es el realismo
- 2008: Premio Jaén de novela für den Roman El comienzo de la primavera
- 2009: Nominierung (Shortlist) Premio Fundación José Manuel Lara für El comienzo de la primavera
- 2016: Nominierung (Shortlist) Premio Nacional de la Crítica española für den Roman No derrames tus lágrimas por nadie que viva en estas calles
- 2016: Premio Cálamo Extraordinario für sein Lebenswerk[1]
- 2018: Nominierung Premio de narrativa breve Ribera del Duero für den Kurzgeschichtenband Lo que está y no se usa nos fulminará
- 2019: Premio Alfaguara de Novela für Mañana tendremos otros nombres
- 2020: Nominierung (Shortlist) Premio Nacional de la Crítica española für den Roman Mañana tendremos otros nombres

## Schriften (Auswahl)
- Formas de morir, Universidad Nacional de Rosario Editora, Rosario 1998.
- Hombres infames, Bajo la Luna Nueva, 1999.
- El vuelo magnífico de la noche, Colihue, Buenos Aires 2001.
- Nadadores muertos, Editorial Municipal de Rosario 2001.
- Burkhard Pohl, Patricio Pron (Hrsg.): Zerfurchtes Land. Neue Erzählungen aus Argentinien. Hainholz, Göttingen 2002.
- Una puta mierda, El cuenco de plata, Buenos Aires 2007.
- El comienzo de la primavera (dt.: Frühlingsbeginn), Mondadori, Barcelona 2008.
- Borges + 5 Enkel. Leben & Schreiben in Argentinien, in: die horen, 238 = Jg. 55, Bd. 2, 2010.
- El mundo sin las personas que lo afean y lo arruinan, Mondadori, Barcelona 2010.
- El espíritu de mis padres sigue subiendo en la lluvia, Mondadori, Barcelona 2011.
  - Der Geist meiner Väter steigt im Regen auf. Übersetzung Christian Hansen. Reinbek : Rowohlt, 2013.
- Trayéndolo todo de regreso a casa. Relatos 1990–2010, El Cuervo, La Paz 2011.
- La vida interior de las plantas de interior, Mondadori, 2013.
- Nosotros caminamos en sueños, Literatura Random House, Barcelona 2014.
- El libro tachado. Prácticas de la negación y el silencio en la crisis de la literatura, Essay, Turner, Madrid 2014.
- No derrames tus lágrimas por nadie que viva en estas calles, Literatura Random House, Barcelona 2016.
  - Vergieß deine Tränen für keinen, der in diesen Straßen lebt. Übersetzung Christian Hansen. Reinbek : Rowohlt, 2019.
- Caminando bajo el mar, colgando el amplia cielo, Kinderroman, Illustrationen von Rafa Vivas, Siruela, 2017, ISBN 978-84-17151-35-5.
- Lo que está y no se usa nos fulminará, Kurzgeschichten, Literatura Random House, Barcelona 2018.
- Mañana tendremos otros nombres, Alfagura, Madrid, 2019.
  - Morgen haben wir andere Namen. Übersetzung von Dagmar Ploetz. Rowohlt, Hamburg 2021.
- Trayéndolo todo de regreso a casa, Vermischte Schriften 1990–2020, Alfaguara, Madrid 2021.
- Traumbuch, Delirio, Salamanca 2022.